# Église Sant'Andrea della Valle
Pour les articles homonymes, voir Sant'Andrea.
L'église Sant'Andrea della Valle est une basilique mineure et l’une des grandes églises baroques de Rome. Construite à partir de 1591, elle se situe aujourd'hui sur le Corso Vittorio Emanuele II, artère principale de Rome percée en 1885. Sa coupole est la deuxième de Rome par ses dimensions après celle de la basilique Saint-Pierre. L'église est la maison mère de l'Ordre des Théatins.

## Historique

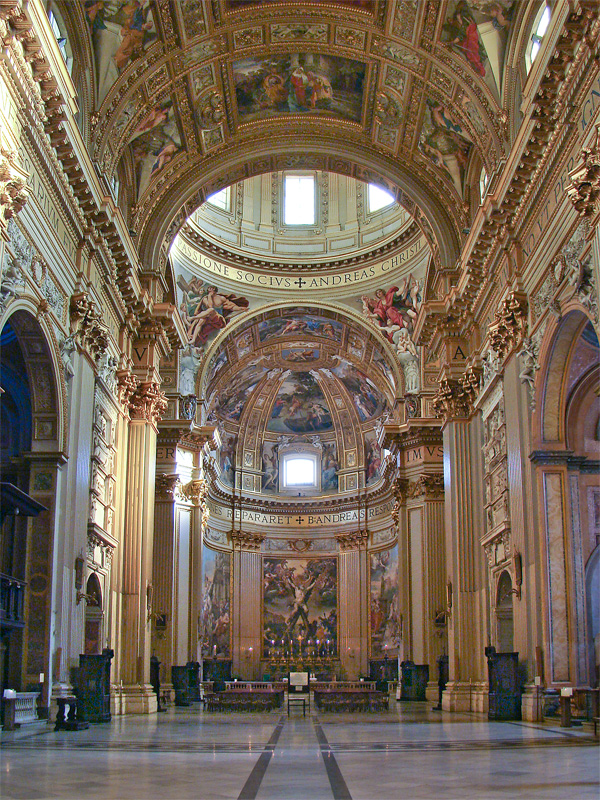
L'intérieur de l'église.

L’église Sant'Andrea della Valle, dédiée à l'apôtre saint André, a été construite pour l'Ordre des Théatins, fondé par saint Gaétan de Thiène et le cardinal Gian Pietro Carafa (devenu ensuite pape sous le nom de Paul IV) se donnant pour tâche principale la formation des prêtres dans l’esprit du concile de Trente. C’est toujours la maison mère de l’ordre des Théatins, dont le couvent est contigu à l'église.
La construction de l'église, commencée en 1591 par Francesco Grimaldi et Giacomo della Porta, fut achevée entre 1608 et 1623 par Carlo Maderno qui édifia la coupole. La façade fut ajoutée entre 1655 et 1663 par Carlo Rainaldi.
Le pape Jean XXIII accorde à l'église le 12 mars 1960, par la bulle Cum nobis, le titre cardinalice Sant'Andrea della Valle. Elle obtient le titre de basilique mineure le 20 décembre 1965.

## Architecture
Le plan est en croix latine à nef unique flanquée de chapelles communicantes.
La façade s’inspire directement du vestibule de la Bibliothèque Médicis, dessiné par Michel-Ange. Dans son ouvrage Théorie de la restauration, Cesare Brandi souligne que l’ouverture de la place devant cette façade a altéré sa perception. Conçue pour être observée à une distance limitée, elle joue sur un effet plastique où les colonnes s’intègrent dans la masse sans être réduites à de simples demi-colonnes. Cependant, en s’éloignant, cet effet s’estompe, aplatissant la façade et transformant visuellement les colonnes en pilastres.

## Peinture
La coupole est ornée d'une fresque de Giovanni Lanfranco représentant La Gloire du Paradis (1624-1627). Chef-d’œuvre du peintre, elle servit de modèle pour la décoration de nombreuses autres coupoles à travers l'Europe, notamment à celle de l'église du Val-de-Grâce à Paris, peinte par Pierre Mignard, ou encore à celle de la chapelle royale de San Gennaro dans la cathédrale de Naples, également peinte par Lanfranco. Les Pendentifs qui représentent les quatre Évangélistes sont dus au Dominiquin, grand rival de Lanfranco, qui a peint également les scènes de la vie de saint André, dans l'abside (1624-1628).
Les trois panneaux peints autour du maître-autel, au niveau de l'abside, qui illustrent le martyre de saint André, sont l’œuvre du Napolitain Mattia Preti.

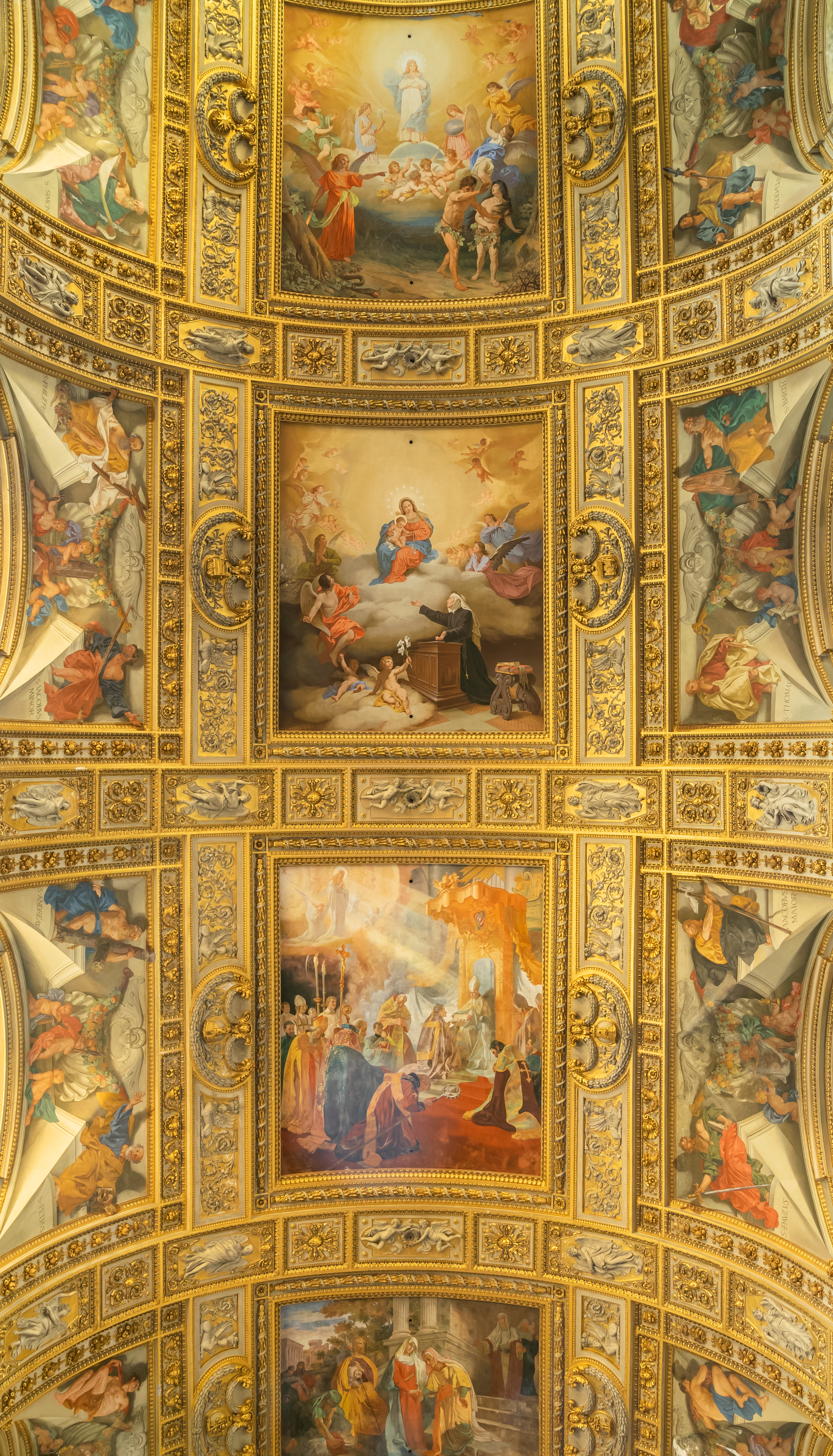
La voûte au-dessus de la nef.

## Sépultures
L'église abrite les tombes des deux papes de la famille Piccolomini, Pie II et Pie III, papes respectivement au milieu du XVe et au début du XVIe siècle. Les tombes, intéressants monuments funéraires de style Renaissance très semblables par leur aspect, se trouvaient à l'origine dans l'ancienne basilique Saint-Pierre de Rome et ont été transférées à Sant'Andrea della Valle au début du XVIIe siècle.
La basilique des Théatins abrite la sépulture du saint théologien, le cardinal Giuseppe Maria Tomasi, transférée en 1971 depuis la basilique Santi Silvestro e Martino ai Monti.
Une des chapelles de l'église est dédiée à la famille Rucellai.

## Postérité
L'église d'Etrigny (1771), petit village de Bourgogne, a été directement inspirée de Sant'Andra della Valle, comme l'indiquent les documents à disposition des visiteurs. C'est un pittoresque et très rare exemple de baroque tardif en Bourgogne dont la présence s'explique par cette inspiration romaine. On retrouve une façade imposante, quoique plus austère. Les habitants ont cependant préféré au dôme romain un grand clocher, surmonté d'une flèche de pierre.

## Opéra
Le premier acte de l’opéra de Puccini Tosca se passe à Sant'Andrea della Valle, en juin 1800. Le peintre Mario Cavaradossi y exécute le portrait de Marie Madeleine. Sa maîtresse, Floria Tosca, soupçonne que les traits de la sainte sont ceux de la marquise Attavanti, une jeune femme venant prier à l'église, et laisse éclater sa jalousie. Le proscrit Cesare Angelotti, ancien Consul de la République de Rome, évadé du château Saint-Ange vient récupérer des vêtements que sa sœur, la marquise Attavanti, a laissés dans la chapelle familiale à son intention. Cavaradossi lui apporte son aide et lui offre le refuge de sa maison. Le baron Scarpia, chef de la police, vient dans l'église pour enquêter sur l'évasion d'Angelotti ; il assiste au Te deum destiné à célébrer la victoire annoncée des troupes autrichiennes sur Bonaparte à Marengo (l'issue réelle de la bataille sera annoncée au deuxième acte).